# Challenge de France féminin 2010-2011
Navigation
Édition précédente Édition suivante
Le Challenge de France féminin 2010-2011 est la 10e édition du Challenge de France féminin.
Il s'agit d'une compétition à élimination directe ouverte à tous les clubs de football français ayant une équipe féminine, organisée par la Fédération française de football (FFF) et ses ligues régionales.
La finale a eu lieu le samedi 21 mai 2011 au Stade de la Pépinière à Buxerolles, et a été remporté par l'AS Saint-Étienne face au Montpellier HSC, lors de la séance de tirs au but (3-2).

## Déroulement de la compétition
| Tour                                                         | Nom                        | Dates retenues   | Équipes participantes | Équipes restantes |
| Phase régionale                                              | Phase régionale            | Phase régionale  | Phase régionale       | Phase régionale   |
| ------------------------------------------------------------ | -------------------------- | ---------------- | --------------------- | ----------------- |
| 1                                                            | 1er tour                   | Selon les ligues | 339                   | 68                |
| 2                                                            | 2e tour                    | Selon les ligues | 339                   | 68                |
| 3                                                            | 3e tour                    | Selon les ligues | 339                   | 68                |
| 4                                                            | 4e tour                    | Selon les ligues | 339                   | 68                |
| Phase fédérale (entrée en lice des 36 équipes de Division 2) |                            |                  |                       |                   |
| 5                                                            | 1er tour                   | 9 janvier 2011   | 104                   | 52                |
| Phase finale (entrée en lice des 12 équipes de Division 1)   |                            |                  |                       |                   |
| 6                                                            | Trente-deuxièmes de finale | 30 janvier 2011  | 64                    | 32                |
| 7                                                            | Seizièmes de finale        | 20 février 2011  | 32                    | 16                |
| 8                                                            | Huitièmes de finale        | 13 mars 2011     | 16                    | 8                 |
| 9                                                            | Quarts de finale           | 3 avril 2011     | 8                     | 4                 |
| 10                                                           | Demi-finales               | 1er mai 2011     | 4                     | 2                 |
| 11                                                           | Finale                     | 21 mai 2011      | 2                     | 1                 |

## Premier tour fédéral
Le premier tour fédéral est marqué par l'entrée en lice des 36 clubs de deuxième division qui rejoignent les 54 clubs de division d'honneur et 14 clubs de divisions inférieures, déjà qualifiés pour ce tour de la compétition.
Les rencontres ont lieu le dimanche 9 janvier 2011 à l'exception de six rencontres qui ont lieu une semaine plus tard et sont marquées par les performances de l'ES 16e Paris et de l'US Saint-Malo, clubs de division d'honneur, qui éliminent respectivement le FC Rouen et le FCF Condéen, pensionnaire de division 2.
| Date       | Club (division)                                             | Score     | Club (division)                                       |
| ---------- | ----------------------------------------------------------- | --------- | ----------------------------------------------------- |
| 09/01/2011 | ASPTT Albi (Division 2)                                     | 3-1       | ES Blanquefortaise (Division 2)                       |
| 09/01/2011 | Amiens Montières (Division d'Honneur)                       | 2-1       | US Pont de l'Arche (Division d'Honneur)               |
| 09/01/2011 | ASF Andrézieux (Division inconnue)                          | 1-1 (Tab) | Aulnat Sportif (Division 2)                           |
| 09/01/2011 | Arbois Sports (Division d'Honneur)                          | 1-1 (Tab) | Le Puy Foot (Division d'Honneur)                      |
| 09/01/2011 | PFFC Aubagne (Division d'Honneur)                           | 0-5       | FCF Monteux (Division 2)                              |
| 09/01/2011 | Caluire FF68 (Division d'Honneur)                           | 5-0       | Olympique Saint-Julien-Chapteuil (Division d'Honneur) |
| 09/01/2011 | US Cannes-Bocca (Division inconnue)                         | 2-3       | Saint-Cyprien FA (Division d'Honneur)                 |
| 09/01/2011 | ES Cannet-Rocheville (Division d'Honneur)                   | 1-4       | Claix Football (Division 2)                           |
| 09/01/2011 | US Chitenay-Cellettes (Division inconnue)                   | 0-10      | Saint-Herblain OC (Division 2)                        |
| 09/01/2011 | AS Chèvremont (Division d'Honneur)                          | 0-8       | CS Mars Bischheim (Division 2)                        |
| 09/01/2011 | CF Couffé (Division inconnue)                               | 0-4       | Corne USC (Division 2)                                |
| 09/01/2011 | Dijon FCO (Division 2)                                      | 2-0       | COM Bagneux (Division 2)                              |
| 09/01/2011 | Dommartin Tour AFC (Division inconnue)                      | 0-5       | US Blanzynoise (Division 2)                           |
| 09/01/2011 | FC Domont (Division d'Honneur)                              | 1-2       | US Rouvroy (Division d'Honneur)                       |
| 16/01/2011 | AS Evry (Division d'Honneur)                                | 1-0       | Stade Auxerrois (Division d'Honneur)                  |
| 09/01/2011 | Gandalou FC (Division inconnue)                             | 2-2 (Tab) | FCE Arlac (Division 2)                                |
| 09/01/2011 | Grenoble Foot (Division inconnue)                           | 2-4       | AS Gardannais (Division d'Honneur)                    |
| 16/01/2011 | AS Guémar (Division d'Honneur)                              | 0-3       | FC Woippy (Division d'Honneur)                        |
| 09/01/2011 | FF Issy (Division 2)                                        | 2-1       | US Gravelines (Division 2)                            |
| 09/01/2011 | USFF Janzé (Division inconnue)                              | 2-5       | RC Fléchois (Division d'Honneur)                      |
| 16/01/2011 | FC La Rochette Vaux le Pénil (Division d'Honneur Régionale) | 1-1 (Tab) | FCF Val d'Orge (Division d'Honneur)                   |
| 09/01/2011 | SC Lafrançaise (Division inconnue)                          | 1-2       | JAF Isle (Division d'Honneur)                         |
| 09/01/2011 | IC Lambersart (Division inconnue)                           | 0-2       | FC Templemars (Division 2)                            |
| 09/01/2011 | FA Laval (Division d'Honneur)                               | 2-1       | Avant Garde Caennaise (Division d'Honneur)            |
| 09/01/2011 | Leers omnisports (Division 2)                               | 2-2 (Tab) | Arras FCF (Division 2)                                |
| 09/01/2011 | Limoges LF (Division 2)                                     | 0-5       | AS muretaine (Division 2)                             |
| 09/01/2011 | FAF Marseille (Division d'Honneur)                          | 1-1 (Tab) | US Villeneuve-lès-Maguelone (Division d'Honneur)      |
| 16/01/2011 | FC Masevaux (Division d'Honneur)                            | 1-4       | AS Algrange (Division 2)                              |
| 09/01/2011 | FC Mieussy (Division inconnue)                              | 0-9       | ES Arpajonnaise (Division 2)                          |
| 09/01/2011 | AS Montmerle (Division d'Honneur)                           | 2-3       | Besançon RC (Division 2)                              |
| 09/01/2011 | AJ Neuville-Saint-Vaast (Division inconnue)                 | 0-9       | Herblay FAS (Division d'Honneur)                      |
| 09/01/2011 | CS Nivolas-Vermelle (Division d'Honneur)                    | 1-3       | RCF Mâcon (Division 2)                                |
| 09/01/2011 | Nîmes Métropole Gard (Division 2)                           | 2-1       | US Véore (Division 2)                                 |
| 09/01/2011 | US Orléans (Division d'Honneur)                             | 1-7       | ESTC Poitiers (Division d'Honneur)                    |
| 09/01/2011 | ES 16e Paris (Division d'Honneur)                           | 2-0       | FC Rouen (Division 2)                                 |
| 09/01/2011 | Quimper Cornouaille FC (Division d'Honneur)                 | 1-4       | CBOSL Football (Division 2)                           |
| 09/01/2011 | CPBB Rennes (Division 2)                                    | 4-1       | ES Cormelles-le-Royal (Division 2)                    |
| 09/01/2011 | FC Rossfeld (Division d'Honneur)                            | 0-0 (Tab) | FC Monswiller (Division d'Honneur)                    |
| 16/01/2011 | EN Saint-Avold (Division d'Honneur)                         | 1-8       | FC Vendenheim (Division 2)                            |
| 09/01/2011 | RC Saint-Denis (Division d'Honneur)                         | 1-2       | US Compiègne (Division 2)                             |
| 09/01/2011 | FC Stephanais Bricois (Division inconnue)                   | 0-6       | Ploërmel FC (Division d'Honneur)                      |
| 09/01/2011 | Plaine Revermont Football (Division d'Honneur)              | 1-1 (Tab) | AS Châtenoy-le-Royal (Division 2)                     |
| 09/01/2011 | US Saint-Malo (Division d'Honneur)                          | 2-1       | FCF Condéen (Division 2)                              |
| 09/01/2011 | VGA Saint-Maur (Division d'Honneur)                         | 0-2       | AS Montigny (Division 2)                              |
| 16/01/2011 | Saint-Memmie Olympique (Division d'Honneur)                 | 3-0       | US Chauny FF (Division d'Honneur)                     |
| 09/01/2011 | Olympique Saint-Olle (Division inconnue)                    | 3-4       | Stade raismois (Division d'Honneur)                   |
| 09/01/2011 | Saint-Sauveur FF (Division d'Honneur)                       | 0-11      | Tours FC (Division 2)                                 |
| 09/01/2011 | ES Saint-Simon (Division d'Honneur)                         | 5-0       | AS Grayan Nord-Medoc (Division d'Honneur)             |
| 09/01/2011 | AS Sainte-Christie/Preignan (Division d'Honneur)            | 11-0      | ASC Pessac Alouette (Division d'Honneur)              |
| 09/01/2011 | US Lucéenne (Division d'Honneur)                            | 0-2       | ASF Les Verchers (Division d'Honneur)                 |
| 09/01/2011 | ASF Valentigney (Division d'Honneur)                        | 1-2       | AS Mussig (Division d'Honneur)                        |
| 09/01/2011 | ES Vineuil Brion (Division d'Honneur)                       | 0-5       | ASJ Soyaux (Division 2)                               |

## Trente-deuxièmes de finale
Les trente-deuxièmes de finale sont marqués par l'entrée en lice des 12 clubs de la première division qui rejoignent les 27 clubs de deuxième division et les 25 clubs de division honneur, déjà qualifiés pour ce tour de la compétition.
Le tirage au sort des rencontres est effectué le mercredi 12 janvier 2011, pour des matchs qui se déroulent le dimanche 30 janvier 2011 à l'exception du match Ploërmel FC-ESOFV La Roche-sur-Yon qui se joue la veille et du match FCF Val d'Orge-US Saint Malo qui a lieu une semaine plus tard. Ces trente-deuxièmes de finale sont marqués par la performance du CPBB Rennes, club de division 2, qui élimine le Stade briochin, pensionnaire de division 1.
| Date       | Club (division)                                  | Score           | Club (division)                                  |
| ---------- | ------------------------------------------------ | --------------- | ------------------------------------------------ |
| 30/01/2011 | ASPTT Albi (Division 2)                          | 2-2 (Tab : 4-5) | Toulouse FC (Division 1)                         |
| 30/01/2011 | AS Algrange (Division 2)                         | 0-5             | FCF Juvisy (Division 1)                          |
| 30/01/2011 | Amiens Montières (Division d'Honneur)            | 0-3             | AS Montigny (Division 2)                         |
| 30/01/2011 | Arbois Sports (Division d'Honneur)               | 0-11            | FC Vendenheim (Division 2)                       |
| 30/01/2011 | ES Arpajonnaise (Division 2)                     | 2-1             | AS muretaine (Division 2)                        |
| 30/01/2011 | Caluire FF68 (Division d'Honneur)                | 0-5             | AS Saint-Étienne (Division 1)                    |
| 30/01/2011 | Claix Football (Division 2)                      | 4-0             | AS Châtenoy-le-Royal (Division 2)                |
| 30/01/2011 | AS Evry (Division d'Honneur)                     | 0-4             | FF Yzeure (Division 1)                           |
| 30/01/2011 | AS Gardannais (Division d'Honneur)               | 1-2             | Nîmes Métropole Gard (Division 2)                |
| 30/01/2011 | Herblay FAS (Division d'Honneur)                 | 2-0             | FC Templemars (Division 2)                       |
| 30/01/2011 | FCF Hénin-Beaumont (Division 1)                  | 6-0             | Leers omnisports (Division 2)                    |
| 30/01/2011 | JAF Isle (Division d'Honneur)                    | 1-4             | AS Sainte-Christie/Preignan (Division d'Honneur) |
| 30/01/2011 | FF Issy (Division 2)                             | 0-10            | Paris SG (Division 1)                            |
| 30/01/2011 | RC Fléchois (Division d'Honneur)                 | 0-13            | CBOSL Football (Division 2)                      |
| 30/01/2011 | FC Monswiller (Division d'Honneur)               | 0-8             | CS Mars Bischheim (Division 2)                   |
| 30/01/2011 | FCF Monteux (Division 2)                         | 0-7             | Olympique lyonnais (Division 1)                  |
| 30/01/2011 | AS Mussig (Division d'Honneur)                   | 0-8             | Besançon RC (Division 2)                         |
| 30/01/2011 | ES 16e Paris (Division d'Honneur)                | 0-1             | Dijon FCO (Division 2)                           |
| 29/01/2011 | Ploërmel FC (Division d'Honneur)                 | 1-2             | ESOFV La Roche-sur-Yon (Division 1)              |
| 30/01/2011 | ESTC Poitiers (Division d'Honneur)               | 1-0             | Aulnat Sportif (Division 2)                      |
| 30/01/2011 | US Rouvroy (Division d'Honneur)                  | 2-0             | Stade raismois (Division d'Honneur)              |
| 30/01/2011 | Stade briochin (Division 1)                      | 1-2             | CPBB Rennes (Division 2)                         |
| 30/01/2011 | Saint-Cyprien FA (Division d'Honneur)            | 1-2             | RCF Mâcon (Division 2)                           |
| 30/01/2011 | Saint-Herblain OC (Division 2)                   | 2-0             | Corne USC (Division 2)                           |
| 30/01/2011 | Saint-Memmie Olympique (Division d'Honneur)      | 1-3             | US Compiègne (Division 2)                        |
| 30/01/2011 | ES Saint-Simon (Division d'Honneur)              | 3-1             | FCE Arlac (Division 2)                           |
| 30/01/2011 | ASJ Soyaux (Division 2)                          | 0-1             | Rodez AF (Division 1)                            |
| 30/01/2011 | Tours FC (Division 2)                            | 0-5             | Le Mans FC (Division 1)                          |
| 06/02/2011 | FCF Val d'Orge (Division d'Honneur)              | 1-2             | US Saint-Malo (Division d'Honneur)               |
| 30/01/2011 | ASF Les Verchers (Division d'Honneur)            | 2-2 (Tab : 3-1) | FA Laval (Division d'Honneur)                    |
| 30/01/2011 | US Villeneuve-lès-Maguelone (Division d'Honneur) | 0-3             | Montpellier HSC (Division 1)                     |
| 30/01/2011 | FC Woippy (Division d'Honneur)                   | 1-1 (Tab : 3-2) | US Blanzynoise (Division 2)                      |

## Seizièmes de finale
Lors des seizièmes de finale il ne reste plus que 11 équipes de première division accompagnés de 13 clubs de deuxième division et de 8 clubs de division honneur.
Le tirage au sort est effectué le mercredi 2 février 2011, pour des matchs qui se déroulent le dimanche 20 février 2011 à l'exception du match AS Saint-Étienne-RFC Mâcon qui se joue la veille et qui sont marqués par la performance du FC Vendenheim, club de division 2, qui éliminent le Paris SG, pensionnaire de division 1 et tenant du titre.
| Date       | Club (division)                                  | Score           | Club (division)                       |
| ---------- | ------------------------------------------------ | --------------- | ------------------------------------- |
| 20/02/2011 | US Compiègne (Division 2)                        | 2-0             | CS Mars Bischheim (Division 2)        |
| 20/02/2011 | Dijon FCO (Division 2)                           | 2-0             | Besançon RC (Division 2)              |
| 20/02/2011 | Herblay FAS (Division d'Honneur)                 | 1-4             | FF Yzeure (Division 1)                |
| 20/02/2011 | Le Mans FC (Division 1)                          | 3-1             | CBOSL Football (Division 2)           |
| 20/02/2011 | Olympique lyonnais (Division 1)                  | 13-0            | AS Montigny (Division 2)              |
| 20/02/2011 | Montpellier HSC (Division 1)                     | 9-0             | ES Arpajonnaise (Division 2)          |
| 20/02/2011 | Nîmes Métropole Gard (Division 2)                | 0-0 (Tab : 1-4) | Toulouse FC (Division 1)              |
| 20/02/2011 | ESTC Poitiers (Division d'Honneur)               | 0-2             | ESOFV La Roche-sur-Yon (Division 1)   |
| 20/02/2011 | CPBB Rennes (Division 2)                         | 2-3             | Saint-Herblain OC (Division 2)        |
| 20/02/2011 | Rodez AF (Division 1)                            | 3-1             | Claix Football (Division 2)           |
| 20/02/2011 | US Rouvroy (Division d'Honneur)                  | 0-4             | FCF Hénin-Beaumont (Division 1)       |
| 19/02/2011 | AS Saint-Étienne (Division 1)                    | 2-0             | RCF Mâcon (Division 2)                |
| 20/02/2011 | US Saint-Malo (Division d'Honneur)               | 0-1             | ASF Les Verchers (Division d'Honneur) |
| 20/02/2011 | AS Sainte-Christie/Preignan (Division d'Honneur) | 0-4             | ES Saint-Simon (Division d'Honneur)   |
| 20/02/2011 | FC Vendenheim (Division 2)                       | 1-0             | Paris SG (Division 1)                 |
| 20/02/2011 | FC Woippy (Division d'Honneur)                   | 1-9             | FCF Juvisy (Division 1)               |

## Huitièmes de finale
Lors des huitièmes de finale il ne reste plus que 10 équipes de première division accompagnés de 4 clubs de deuxième division et de deux petits poucets de division honneur que sont l'ASF Les Verchers et l'ES Saint-Simon.
Le tirage au sort est effectué le mercredi 23 février 2011, pour des matchs qui se déroulent le dimanche 13 mars 2011 et sont marqués par des fait extra sportifs. En effet, le vendredi 18 mars 2011, l'ASF Les Verchers, clubs de division d'honneur a été déclaré vainqueur de son huitième de finale car le FF Yzeure a fait jouer par erreur Faustine Roux qui devait être suspendue.
| Date       | Club (division)                       | Score           | Club (division)               |
| ---------- | ------------------------------------- | --------------- | ----------------------------- |
| 13/03/2011 | FCF Hénin-Beaumont (Division 1)       | 0-1             | Le Mans FC (Division 1)       |
| 13/03/2011 | ESOFV La Roche-sur-Yon (Division 1)   | 1-1 (Tab : 4-2) | US Compiègne (Division 2)     |
| 13/03/2011 | Olympique lyonnais (Division 1)       | 3-0             | Rodez AF (Division 1)         |
| 13/03/2011 | Saint-Herblain OC (Division 2)        | 0-5             | FCF Juvisy (Division 1)       |
| 13/03/2011 | ES Saint-Simon (Division d'Honneur)   | 0-1             | AS Saint-Étienne (Division 1) |
| 13/03/2011 | Toulouse FC (Division 1)              | 0-1             | Montpellier HSC (Division 1)  |
| 13/03/2011 | FC Vendenheim (Division 2)            | 0-0 (Tab : 5-6) | Dijon FCO (Division 2)        |
| 13/03/2011 | ASF Les Verchers (Division d'Honneur) | 5-0             | FF Yzeure (Division 1)        |

## Quarts de finale
Lors des quarts de finale il ne reste plus que 6 équipes de première division, le Dijon FCO, derniers clubs de deuxième division et le dernier petit poucet de division honneur, l'ASF Les Verchers.
Mis à part le Paris SG, éliminé dès les seizièmes de finale, les trois autres favoris pour la victoire finale sont présents. Il s'agit de l'Olympique lyonnais, du FCF Juvisy et du Montpellier HSC.
Le tirage au sort est effectué le mercredi 16 mars 2011 et a pour but de désigner également les rencontres des demi-finales. Les rencontres se déroulent le dimanche 3 avril 2011 et sont marqués par l'élimination de l'Olympique lyonnais pourtant invaincues toutes compétitions confondues depuis le début de la saison, par le FCF Juvisy. Dans les autres rencontres, l'AS Saint-Étienne s'imposent difficilement face au Mans FC, tandis que le Montpellier HSC écrasent l'ESOVF La Roche-sur-Yon et le Dijon FCO, épargné par le tirage au sort, élimine l'ASF Les Verchers.
| Date       | Club (division)                       | Score           | Club (division)                     |
| ---------- | ------------------------------------- | --------------- | ----------------------------------- |
| 03/04/2011 | FCF Juvisy (Division 1)               | 0-0 (Tab : 3-2) | Olympique lyonnais (Division 1)     |
| 03/04/2011 | Montpellier HSC (Division 1)          | 6-0             | ESOFV La Roche-sur-Yon (Division 1) |
| 03/04/2011 | AS Saint-Étienne (Division 1)         | 1-0             | Le Mans FC (Division 1)             |
| 03/04/2011 | ASF Les Verchers (Division d'Honneur) | 1-3             | Dijon FCO (Division 2)              |

## Demi-finales
Lors des demi-finales il ne reste plus que 3 équipes de première division, le FCF Juvisy, le Montpellier HSC et l'AS Saint-Étienne accompagnées par le Dijon FCO, clubs de deuxième division, qui devient ainsi le troisième clubs de ce niveau à atteindre les demi-finales, après le Tours FC en 2007 et Le Mans FC en 2009.
Le tirage au sort a été effectué en même temps que celui des quarts de finale, le mercredi 16 mars 2011 pour des matchs qui se déroulent le dimanche 1er mai 2011 et qui sont marqués la victoire du Montpellier HSC sur le terrain du FCF Juvisy qui rate une fois encore la dernière marche de la compétition.
| Date       | Club (division)         | Score | Club (division)               |
| ---------- | ----------------------- | ----- | ----------------------------- |
| 01/05/2011 | Dijon FCO (Division 2)  | 0-5   | AS Saint-Étienne (Division 1) |
| 01/05/2011 | FCF Juvisy (Division 1) | 1-3   | Montpellier HSC (Division 1)  |

## Finale
La finale oppose deux clubs de première division, le Montpellier HSC vainqueur à trois reprises et malheureux finaliste la saison précédente et l'AS Saint-Étienne qui atteint une finale pour la première fois de son histoire.
| 21 mai 2011                                                                    | Montpellier HSC | 0-0                                                              | AS Saint-Étienne | Stade de la Pépinière, Buxerolles                  |                                                    |
|                                                                                |                 | (0-0)                                                            |                  | Spectateurs : 2 200 Arbitrage : Stéphanie Frappart | Spectateurs : 2 200 Arbitrage : Stéphanie Frappart |
|                                                                                | Rapport         |                                                                  |                  | Spectateurs : 2 200 Arbitrage : Stéphanie Frappart | Spectateurs : 2 200 Arbitrage : Stéphanie Frappart |
| Marion Torrent · Charlotte Bilbault · Élodie Ramos · Rumi Utsugi · Hoda Lattaf | Tirs au but 2-3 | Camille Catala · Astrid Chazal · Ophélie Brevet · Maéva Clemaron |                  | Spectateurs : 2 200 Arbitrage : Stéphanie Frappart | Spectateurs : 2 200 Arbitrage : Stéphanie Frappart |

| G               | 1  | Céline Deville       |  |     |
| D               | 3  | Kelly Gadea          |  |     |
| D               | 4  | Ophélie Meilleroux   |  |     |
| D               | 8  | Cynthia Viana        |  |     |
| D               | 9  | Marion Torrent       |  | 82e |
| M               | 6  | Charlotte Bilbault   |  |     |
| M               | 7  | Rumi Utsugi          |  |     |
| M               | 11 | Ludivine Diguelman   |  | 62e |
| A               | 2  | Marie-Laure Delie    |  |     |
| A               | 10 | Viviane Asseyi       |  | 71e |
| A               | 5  | Hoda Lattaf          |  | 82e |
| Remplacements : |    |                      |  |     |
| M               | 14 | Marine Pervier       |  | 62e |
| A               | 15 | Élodie Ramos         |  | 71e |
|                 | 12 | Stéphanie De Revière |  |     |
| M               | 13 | Nora Hamou Maamar    |  |     |
|                 | 16 | Laëtitia Philippe    |  |     |
| Entraîneur :    |    |                      |  |     |
| Sarah M'Barek   |    |                      |  |     |

| G                            | 1  | Méline Gérard      |  |     |
| D                            | 3  | Ophélie Brevet     |  |     |
| D                            | 4  | Morgane Courteille |  |     |
| D                            | 5  | Astrid Chazal      |  |     |
| D                            | 7  | Charlotte Gauvin   |  | 42e |
| M                            | 6  | Aude Moreau        |  |     |
| M                            | 10 | Amélie Barbetta    |  |     |
| M                            | 11 | Kheira Hamraoui    |  |     |
| A                            | 2  | Ludivine Coulomb   |  |     |
| A                            | 9  | Déborah Taghavi    |  |     |
| A                            | 8  | Camille Catala     |  |     |
| Remplacements :              |    |                    |  |     |
| A                            | 15 | Safia Benguedoudj  |  | 56e |
| M                            | 12 | Maéva Clemaron     |  | 76e |
|                              | 13 | Amandine Soulard   |  |     |
|                              | 14 | Juliette Bernier   |  |     |
|                              | 16 | Julie Perrodin     |  |     |
| Entraîneur :                 |    |                    |  |     |
| Hervé Didier Patrick Brossat |    |                    |  |     |